# 紀綱
紀綱（？—1416年），山東临邑人。明朝錦衣衛指挥使。後因被指控造反，被明成祖處死。

## 生平
明初诸生。靖難之役期間，朱棣途徑臨邑時將紀綱納入麾下。朱棣攻入南京後，紀綱出任都督僉事，司诏狱。期間浙江按察使周新由於得罪紀綱而被明成祖處死。
永樂十三年，紀綱奉命，將《永樂大典》總裁官解縉凍死於雪地。
紀綱得到明成祖的寵信後，數次教唆其家人偽造詔書，命鹽場額外交納鹽斤，自己分文不出。各地鹽場的主事敢怒不敢言。
紀綱又誣衊門閥鉅賈，待他們重金賄賂自己，未能交出賄金的，必死無疑。有次欲买一道姑为妾，都督薛禄先得之，紀綱在大内遇到薛禄，挝其首，脑裂几死。強行閹割數百名幼童，供自己使喚。
紀綱私養了大批死士，修刀槍、盔甲和弓箭。永樂十四年端午節，紀綱與錦衣衛鎮撫龐瑛密谋借射箭试探群臣，群臣都畏惧纪纲。 七月，太監指控紀綱謀反，紀綱被押送至都察院審訊，被認定謀反屬實，最終被凌遲處死，家属皆戍边。

## 延伸阅读
[在维基数据编辑]
 《明史卷三百〇七》，出自《明史》